# Åsa Sjöström
För fotojournalisten/fotografen Åsa Sjöström, född 1976, se Åsa Sjöström, fotograf
Åsa Sverkersdotter Sjöström född 13 mars 1947 i Karlskoga i Värmland, är en svensk regissör, manusförfattare, filmpedagog, animatör och fotograf.

## Regissör och manusförfattare i urval
- 2006 – En skymningsberättelse
- 1999 – En liten julsaga
- 1996 – Dea marina
- 1992 – En liten film för mina systrar
- 1988 – Imbahuru
- 1976 – Mass
- 1982 – America, America

## Producent i urval
- 1992 – En liten film för mina systrar
- 1988 – Imbahuru

## Musik och klippning i urval
- 1992 – En liten film för mina systrar

## Animation i urval
- 1996 – Dea marina
- 1992 – En liten film för mina systrar

## Sångtextförfattare i urval
- 1996 – Dea marina